# Murrinh-Patha jezik
Murrinh-Patha jezik (ISO 639-3: mwf; garama, murinbada, murinbata), australski jezik istoimene podskupine murrinh-patha koju čini zajedno s jezikom Nangikurrunggurr [nam]. Govori ga oko 1 430 ljudi (1996 popis) u području Port Keatsa na Sjevernom teritoriju. 
Jezik ima tri dijalekta, murrinhpatha, murrinhkura i murrinhdiminin.

## Vanjske poveznice
- Ethnologue (14th)
- Ethnologue (15th)